# Hemoglobinuria

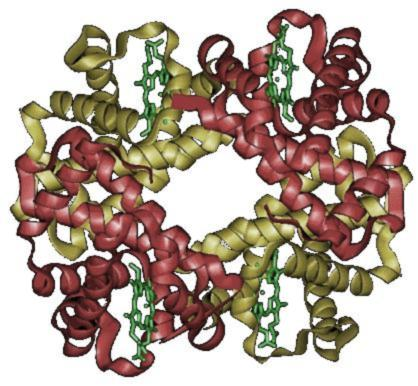
Model cząsteczki hemoglobiny

Hemoglobinuria - schorzenie, w którym wolna hemoglobina przedostaje się do moczu, co jest efektem chorobowego rozpadu erytrocytów. 
Hemoglobinuria występuje w malarii, napadowej nocnej hemoglobinuriii, niedokrwistości hemolitycznej, a także po zatruciach.